# Bródno 2000
Bródno 2000 – akcja artystyczna zainicjowana przez Pawła Althamera.

## Opis
27 lutego 2000 roku Paweł Althamer nakłonił swoich sąsiadów z bloku przy ul. Krasnobrodzkiej 13 na warszawskim Bródnie, żeby zapalili lub zgasili światło w mieszkaniach tak, by okna w tych zapalonych ułożyły się w liczbę 2000.
Żeby tego dokonać, artysta musiał przekonać do współpracy kilkuset mieszkańców bloku. W jednym z wywiadów Althamer przyznał, że do tej pory znał się głównie ze swoimi rówieśnikami. W jego ocenie, większość sąsiadów nie była negatywnie nastawiona do pomysłu, ale niektórzy traktowali go nieufnie. W miarę upływu czasu, Althamer przekonywał do projektu coraz więcej osób, którzy następnie angażowali się w nakłanianie do niego innych. Stopniowo, wokół idei zaczęła zawiązywać się społeczność. Honorowy patronat nad akcją objął ówczesny burmistrz dzielnicy Targówek Marek Kamiński, który zauważył, że zapalenie lub zgaszenie światła pozwoli ludziom zrozumieć, że stanowią wspólnotę. W przeprowadzenie akcji zaangażowali się harcerze, którzy w dniu wydarzenia rozdawali każdemu mieszkańcowi bloku schemat, według którego ma zapalić lub zgasić światła. Paweł Althamer wraz z grupą pomocników koordynowali akcję z zewnątrz. Za pomocą walkie-talkie wydawali polecenia harcerzom wewnątrz budynku, którzy udawali się z prośbą do mieszkańców o skoordynowanie swoich świateł z resztą bloku. Współpraca 187 rodzin zakończyła się sukcesem, a samo przeprowadzenie akcji zajęło około pół godziny. O godzinie 19'tej na fasadzie bloku zaświeciła data 2000. Artysta podziękował społeczności stojąc na zaimprowizowanej scenie, a mieszkańcy rozpoczęli sąsiedzki festyn, z muzyką na żywo w wykonaniu Kapeli Praskiej, tańcem, poczęstunkiem i fajerwerkami.
Data 2000 było wówczas kojarzona jako symboliczne przejście do nowoczesności. Jak tłumaczył sam artysta, ludzie oczekiwali nadejścia magicznych zdarzeń. Zawiązanie się wspólnoty w bloku przy ul. Krasnobrodzkiej i wyświetlenie daty 2000 na jego elewacji było właśnie takim cudem, którego pojawienie się zainicjował artysta - cudem na Bródnie.
Paweł Althamer przeprowadził akcję na własny koszt. W wywiadzie dla Gazety Wyborczej wspomina, że zrobił to wyłącznie dla zabawy i nie otrzymał za to żadnego wynagrodzenia, a nawet został stratny, gdyż w trakcie przeprowadzania akcji skradziono mu samochód.

## Odbiór i znaczenie
Akcja została opisana przez ogólnokrajowe media, m.in. Gazetę Wyborczą i Super Express. Miesiąc po wydarzeniu, dziennikarz Gazety Wyborczej powrócił na ul. Krasnobrodzką, żeby zauważyć, że projekt nie wpłynął w trwały sposób na społeczność bloku. Zdaniem historyczki sztuki Claire Bishop, dziennikarz nie zrozumiał w pełni znaczenia projektu. W jej ocenie, artysta nie zakładał rewolucyjnej odmiany swojej społeczności, lecz dążył do zainicjowania procesu zmiany.
Paweł Althamer określił swoją sztukę mianem reżyserowania rzeczywistości. W swojej działalności artystycznej pokazuje, jak inicjatywa jednej osoby może pozytywnie wpłynąć na jej całe otoczenie. Jego zdaniem, to właśnie na artyście ciąży powinność aktywizowania swojego otoczenia. Jak sam stwierdza, artysta za pomocą prostego gestu jest w stanie wytrącić nas z utartych schematów myślenia. W późniejszych latach Althamer wykonywał inne performance z udziałem swoich sąsiadów z ul. Krasnobrodzkiej, np. akcję Wspólna sprawa w 2009 roku.
Arkadiusz Gruszczyński w artykule dla Gazety Wyborczej zwraca uwagę, że w akcji wzięli udział także ci sąsiedzi, którzy zazwyczaj nie angażują się w życie osiedla, a wręcz zmagają się z poczuciem samotności. Tym samym Althamer pokonał problem samotności w wielkim mieście, sukcesywnie narastający wraz z industrializacją. Publicysta zwraca też uwagę, że artysta uwolnił się z ograniczających ram instytucji kulturalnych, dzięki czemu jego sztuka jest bardziej autentyczna. Historyk Stach Szabłowski zauważa, że Althamer od początku swojej działalności dążył do wyzwolenia się z instytucjonalnych ram sztuki i wyjścia z nią do społeczeństwa. Jego zdaniem, Althamer wpisuje się tym samym w ogólny trend polskiej sztuki około 2000 roku, która skupia się na partycypacji i wejściem w przestrzeń publiczną. Jako inne dzieła sztuki tego nurtu Szabłowski wskazuje np. na Pozdrowienia z Alej Jerozolimskich Joanny Rajkowskiej. Autorka bloga krajoznawczego See Y in Poland zauważa z kolei, że Paweł Althamer działa w dzielnicy, która nie uchodzi ani za modną ani za artystyczną - jest zwyczajnym osiedlem mieszkaniowym.
Zarówno Arkadiusz Gruszczyński w swoim artykule z 2000 roku, jak i Stach Szabłowski oraz Zachęta Narodowa Galeria Sztuki w katalogu wystawy z 2005 roku wskazują, że inspiracją dla Pawła Althamera była jego praktyka w nieformalnej pracowni Grzegorza Kowalskiego pod nazwą Kowalnia, działającej przy Akademii Sztuk Pięknych w Warszawie. Ponadto zwraca się uwagę na wpływ Koncepcji Otwartej Oskara Hansena, którego Althamer był w przeszłości asystentem. Historyk sztuki Stanisław Ruksza ocenia, że Bródno 2000 było pierwszym przykładem sztuki społeczności w Polsce. Celem projektu nie był tyle ostateczny efekt, ile sam proces i zawiązanie się wspólnoty wokół realizacji dzieła.
Przebieg wydarzenia został uwieczniony na blisko 6-minutowym filmie VHS, który obecnie jest udostępniony na portalu Muzeum Sztuki Nowoczesnej w Warszawie. Nagranie pomogła zrealizować Fundacja Galerii Foksal. Dokumentacją projektu i dwiema ulotkami dysponuje Centrum Sztuki Współczesnej Zamek Ujazdowski. Akcję opisują m.in. portale Culture.pl i Narodowe Centrum Kultury. Dzieło analizowały m.in.  Claire Bishop (Sztuczne piekła. Sztuka partycypacyjna i polityka widowni, 2012), Karolina Izdebska (Sztuka publiczna. Od projektów do praktyk postartystycznych. Brikolaż socjologiczny, 2021) i Gabriela Świtek (Gry sztuki z architekturą: nowoczesne powinowactwa i współczesne integracje, 2013).

### Sztuczne piekła
Analizy dzieła Althamera dokonała m.in. brytyjska historyczka sztuki Claire Bishop w swojej szeroko uznanej publikacji pt. Sztuczne piekła. Definiuje w niej m.in. fenomen sztuki partycypacyjnej oraz performance'u delegowanego i jego historyczne uwarunkowania.
Artystycznym wkładem Althamera w projekt Bródno 2000 było przede wszystkim samo zainicjowanie wydarzenia, które w konsekwencji doprowadziło do wyświetlenia daty 2000 na elewacji bloku. Na dalszym etapie projektu przyjmuje on jedynie rolę nadzorcy. Jego zadaniem jest pokierowanie ciągiem zdarzeń tak, aby doprowadzić do założonego celu, jednak sam przebieg akcji ani nawet jej powodzenie nie zależą już w 100% od niego. Rolę twórców przejmują tutaj sami uczestnicy zdarzeń, czyli mieszkańcy bloku. Jednocześnie Bishop zwraca uwagę na ich stosunkowo mniejszą autonomię jako współtwórców niż w przypadku performance'ów takich twórców jak Jeremy Deller. Sąsiedzi realizują z góry założony cel. Artysta nadzoruje, aby cel ten nie został przez nich zmieniony. Mają jedynie ograniczony wpływ na sposób realizacji tego zadania. Realizowanie z góry zaplanowanego scenariusza odróżnia tu performance od happeningu.
Bishop zauważa, że chociaż projekty takie jak Bródno 2000 mają wielu autorów, bez których udziału by się one nie powiodły, to literatura nadal przypisuje im pojedynczego autora. Zdaniem autorki, wynika to m.in. z historycznie uwarunkowanego nawyku skupiania się na pojedynczym twórcy. Powiązanie dzieła z nazwiskiem i osobowością konkretnego twórcy ułatwia też jego analizę i promocję.
Claire Bishop stawia szereg tez, wśród nich taką, że rozwój performance'u delegowanego następuje zawsze w reakcji na burzliwe wydarzenia polityczne. W sytuacji, w której rząd konsoliduje władzę i stawia się w opozycji do społeczeństwa, te odczuwa większą potrzebę odczuwania wspólnoty. Jako przykłady podała m.in. rozwój performance'u w Wielkiej Brytanii w okresie rządów Partii Pracy (1997-2010) czy właśnie Polskę w czasie transformacji ustrojowej.